# Scambus arizonensis
Scambus arizonensis är en stekelart som beskrevs av Walley 1960. Scambus arizonensis ingår i släktet Scambus och familjen brokparasitsteklar. Inga underarter finns listade i Catalogue of Life.